# Юбор
Юбор (фр. Youbor) — деревня в Чаде, расположенная на территории региона Тибести. Входит в состав департамента Восточное Тибести. Население составляют представители субэтнической группы теда народа тубу.

## География
Деревня находится в северо-западной части Чада, в центральной части плоскогорья Тибести, на высоте 1358 метров над уровнем моря.
Юбор расположен на расстоянии приблизительно 1030 километров к северо-северо-востоку (NNE) от столицы страны Нджамены. Ближайшие населённые пункты: Одукси, Воиши, Воиди, Йентар, Дви, Буро, Адерке.

## Климат
Климат Юбора характеризуется как аридный жаркий (BWh в классификации климатов Кёппена). Уровень атмосферных осадков, выпадающих в течение года крайне низок (среднегодовое количество — 20 мм). Средняя годовая температура воздуха составляет 20,5 °C. Средняя температура самого холодного месяца (января) составляет 10,6 °С, самого жаркого месяца (июня) — 27,6 °С..

## Транспорт
Ближайший аэропорт расположен в городе Бардаи.